# Encausse-les-Thermes
Pour les articles homonymes, voir Encausse (homonymie).
Encausse-les-Thermes est une commune française située dans le sud-ouest du département de la Haute-Garonne, en région Occitanie. Sur le plan historique et culturel, la commune est dans le pays de Comminges, correspondant à l’ancien comté de Comminges, circonscription de la province de Gascogne située sur les départements actuels du Gers, de la Haute-Garonne, des Hautes-Pyrénées et de l'Ariège.
Exposée à un climat océanique altéré, elle est drainée par le Job, le Roussec et par divers autres petits cours d'eau. La commune possède un patrimoine naturel remarquable composé de trois zones naturelles d'intérêt écologique, faunistique et floristique.
Encausse-les-Thermes est une commune rurale qui compte 673 habitants en 2022, après avoir connu une forte hausse de la population depuis 1975. Elle fait partie de l'aire d'attraction de Saint-Gaudens. Ses habitants sont appelés les Encaussais ou  Encaussaises.
Le patrimoine architectural de la commune comprend un immeuble protégé au titre des monuments historiques : l'établissement thermal, inscrit en 2005.

## Géographie

### Localisation
La commune d'Encausse-les-Thermes se trouve dans le département de la Haute-Garonne, en région Occitanie.
Elle se situe à 84 km à vol d'oiseau de Toulouse, préfecture du département, à 7 km de Saint-Gaudens, sous-préfecture, et à 31 km de Bagnères-de-Luchon, bureau centralisateur du canton de Bagnères-de-Luchon dont dépend la commune depuis 2015 pour les élections départementales.
La commune fait en outre partie du bassin de vie de Saint-Gaudens.
Les communes les plus proches sont : 
Régades (1,5 km), Cabanac-Cazaux (1,7 km), Payssous (2,7 km), Lespiteau (2,7 km), Aspret-Sarrat (2,8 km), Soueich (3,3 km), Rieucazé (3,5 km), Izaut-de-l'Hôtel (3,7 km).
Sur le plan historique et culturel, Encausse-les-Thermes fait partie du pays de Comminges, correspondant à l’ancien comté de Comminges, circonscription de la province de Gascogne située sur les départements actuels du Gers, de la Haute-Garonne, des Hautes-Pyrénées et de l'Ariège.
Les communes limitrophes sont  Aspet, Aspret-Sarrat, Cabanac-Cazaux, Izaut-de-l'Hôtel, Lespiteau, Miramont-de-Comminges, Rieucazé, Régades et Soueich.
| Aspret-Sarrat  | Miramont-de-Comminges                 | Rieucazé, Lespiteau |
| Régades        | Encausse-les-Thermes                  | Soueich             |
| Cabanac-Cazaux | Izaut-de-l'Hôtel (par un quadripoint) | Aspet               |

### Géologie et relief
La superficie de la commune est de 815 hectares ; son altitude varie de 356  à   690 mètres.

### Hydrographie

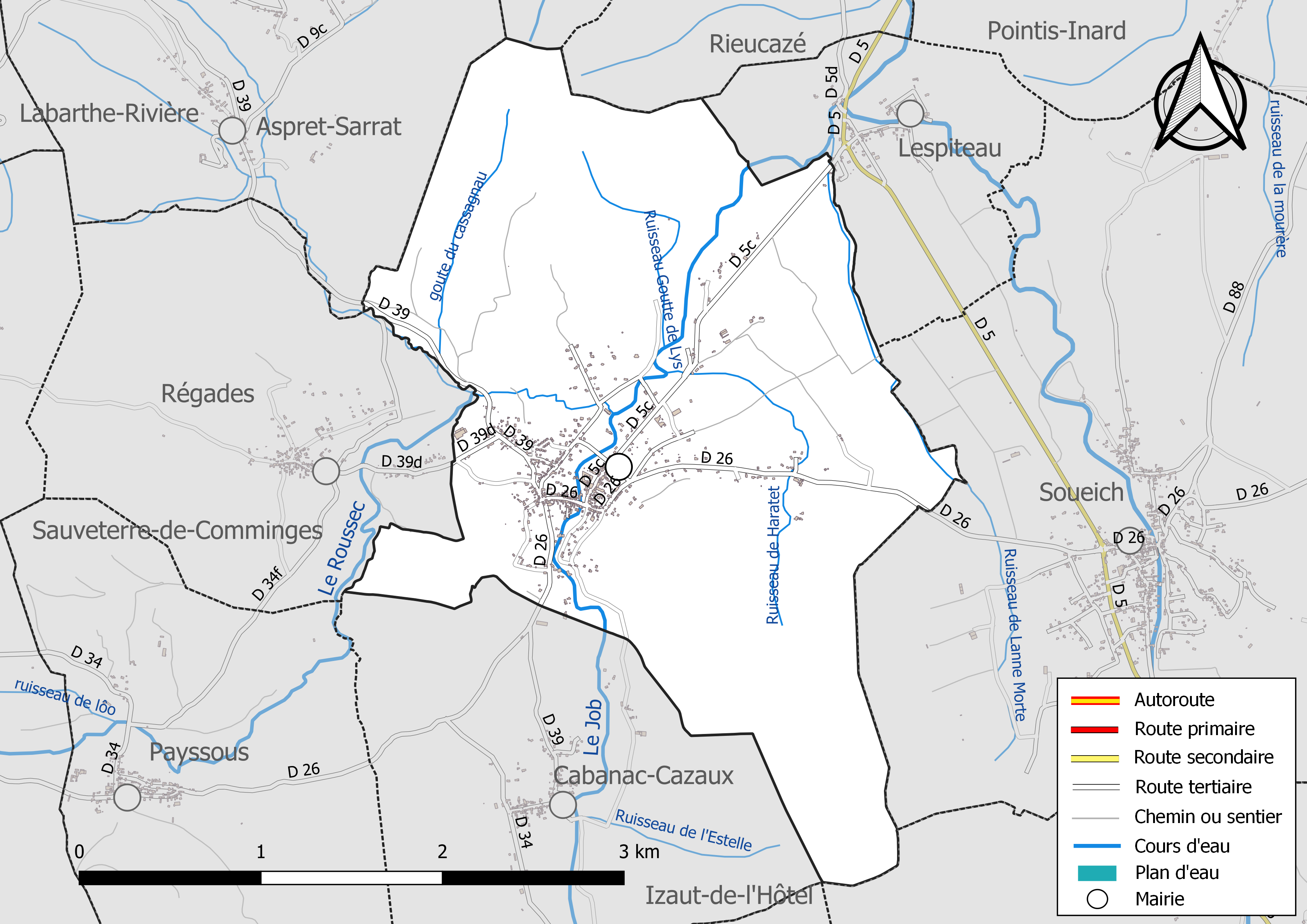
Réseaux hydrographique et routier d'Encausse-les-Thermes.

La commune est dans le bassin de la Garonne, au sein du bassin hydrographique Adour-Garonne. Elle est drainée par le Job, le Roussec, goute du cassagnau, le ruisseau de Haratet, le ruisseau de la Lose, le ruisseau de Lanne Morte et le ruisseau Goutte de Lys, constituant un réseau hydrographique de 11 km de longueur totale,.
Le Job, d'une longueur totale de 18,4 km, prend sa source dans la commune de Boutx et s'écoule vers le nord. Il traverse la commune et se jette dans le Ger à Lespiteau, après avoir traversé 10 communes.
Le Roussec, d'une longueur totale de 10,8 km, prend sa source dans la commune de Malvezie et s'écoule vers le nord puis se réoriente vers le nord-est. Il traverse la commune et se jette dans le ruisseau de la Lose à Régades, après avoir traversé 7 communes.

### Climat
Pour des articles plus généraux, voir Climat de l'Occitanie et Climat de la Haute-Garonne.
En 2010, le climat de la commune est de type climat océanique altéré, selon une étude s'appuyant sur une série de données couvrant la période 1971-2000. En 2020, Météo-France publie une typologie des climats de la France métropolitaine dans laquelle la commune est exposée à un climat de montagne ou de marges de montagne et est dans la région climatique Pyrénées centrales, caractérisée par une pluviométrie annuelle de 1 000 à 1 200 mm.
Pour la période 1971-2000, la température annuelle moyenne est de 12,2 °C, avec une amplitude thermique annuelle de 14,7 °C. Le cumul annuel moyen de précipitations est de 1 076 mm, avec 9,3 jours de précipitations en janvier et 7 jours en juillet. Pour la période 1991-2020, la température moyenne annuelle observée sur la station météorologique la plus proche, située sur la commune de Clarac à 11 km à vol d'oiseau, est de 12,5 °C et le cumul annuel moyen de précipitations est de 804,9 mm,. Pour l'avenir, les paramètres climatiques de la commune estimés pour 2050 selon différents scénarios d'émission de gaz à effet de serre sont consultables sur un site dédié publié par Météo-France en novembre 2022.

### Milieux naturels et biodiversité

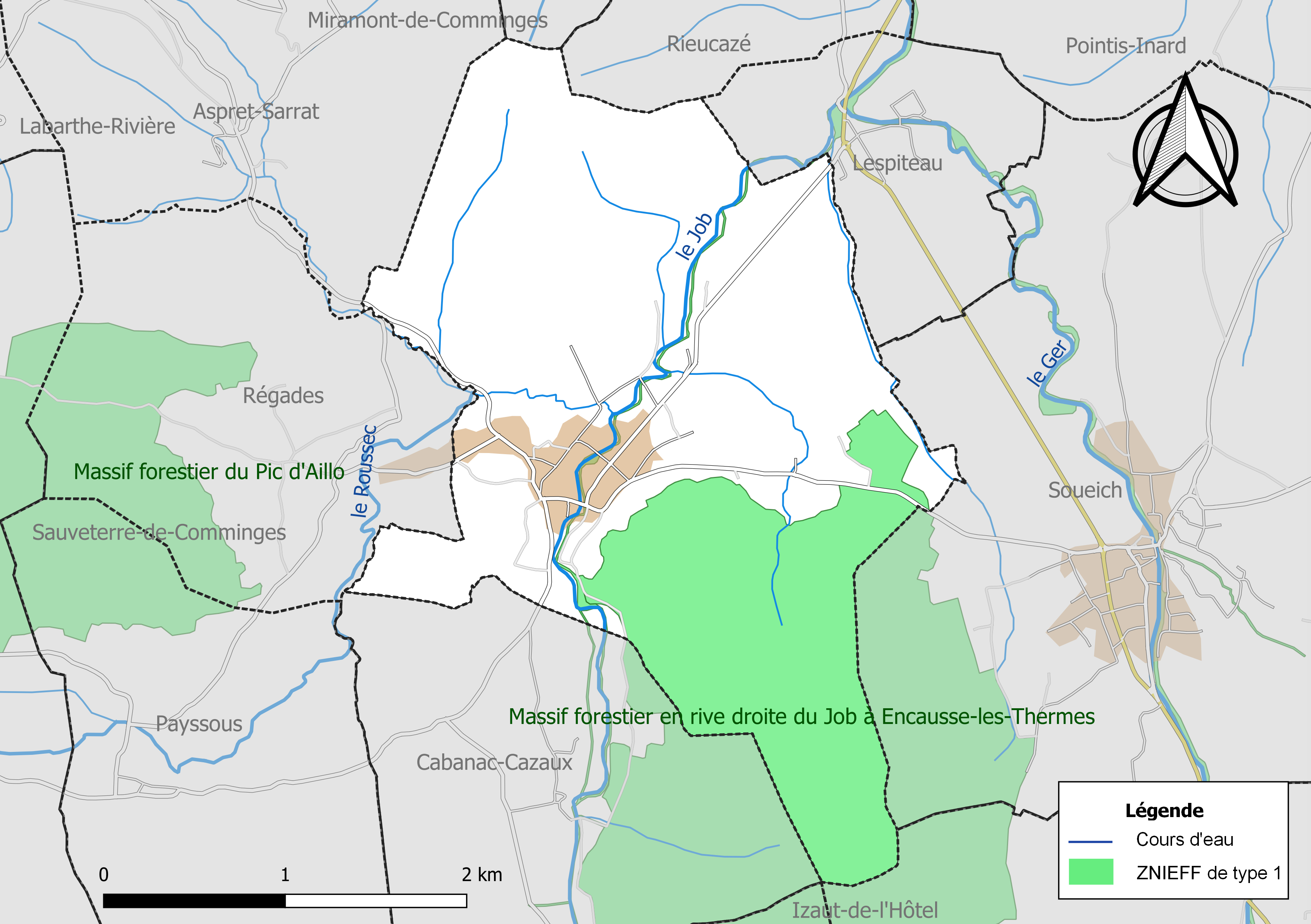
Carte des ZNIEFF de type 1 localisées sur la commune.

L’inventaire des zones naturelles d'intérêt écologique, faunistique et floristique (ZNIEFF) a pour objectif de réaliser une couverture des zones les plus intéressantes sur le plan écologique, essentiellement dans la perspective d’améliorer la connaissance du patrimoine naturel national et de fournir aux différents décideurs un outil d’aide à la prise en compte de l’environnement dans l’aménagement du territoire.
Deux ZNIEFF de type 1 sont recensées sur la commune :
l'« aval  des ruisseaux du Job et du Ger » (102 ha), couvrant 8 communes du département et 
le « massifforestier en rive droite du Job à Encausse-les-Thermes » (632 ha), couvrant 5 communes du département
et une ZNIEFF de type 2, : 
le « piémont calcaire commingeois et bassin de Sauveterre » (8 553 ha), couvrant 26 communes du département.

## Urbanisme

### Typologie
Au 1er janvier 2024, Encausse-les-Thermes est catégorisée commune rurale à habitat dispersé, selon la nouvelle grille communale de densité à sept niveaux définie par l'Insee en 2022.
Elle est située hors unité urbaine. Par ailleurs la commune fait partie de l'aire d'attraction de Saint-Gaudens, dont elle est une commune de la couronne,. Cette aire, qui regroupe 85 communes, est catégorisée dans les aires de moins de 50 000 habitants,.

### Occupation des sols
L'occupation des sols de la commune, telle qu'elle ressort de la base de données européenne d’occupation biophysique des sols Corine Land Cover (CLC), est marquée par l'importance des forêts et milieux semi-naturels (52,3 % en 2018), une proportion identique à celle de 1990 (52,3 %). La répartition détaillée en 2018 est la suivante : 
forêts (52,3 %), zones agricoles hétérogènes (20,2 %), prairies (17,6 %), zones urbanisées (10 %). L'évolution de l’occupation des sols de la commune et de ses infrastructures peut être observée sur les différentes représentations cartographiques du territoire : la carte de Cassini (XVIIIe siècle), la carte d'état-major (1820-1866) et les cartes ou photos aériennes de l'IGN pour la période actuelle (1950 à aujourd'hui).

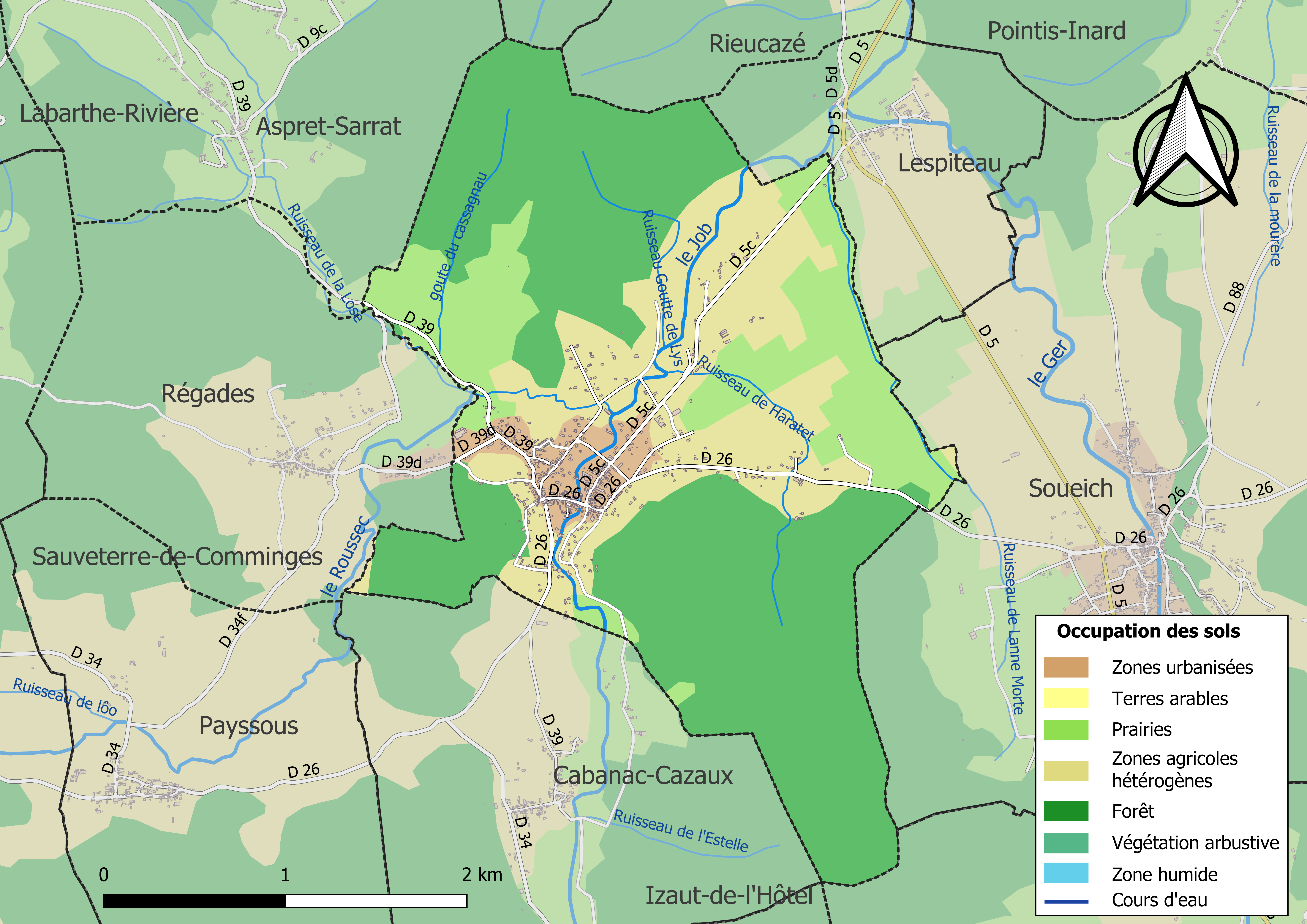
Carte des infrastructures et de l'occupation des sols de la commune en 2018 (CLC).

### Voies de communication et transports
Accès par l'autoroute A64 sortie no 18 puis la route départementale D 5c et avec le réseau Arc-en-ciel ainsi qu'en gare de Saint-Gaudens.

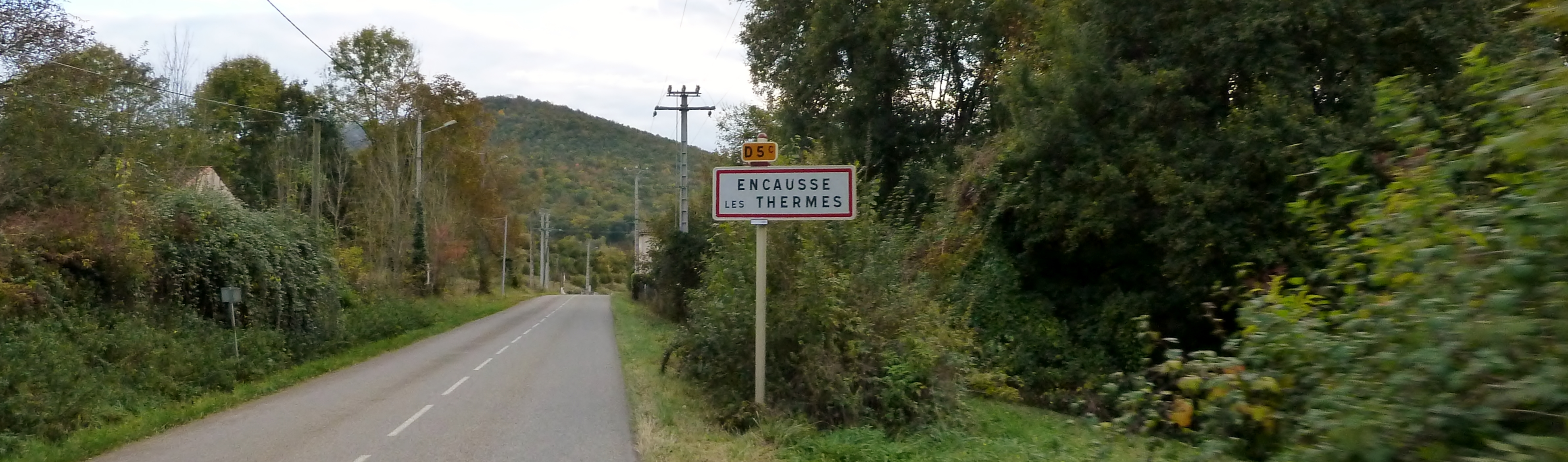
Entrée dans Encausse-les-Thermes.
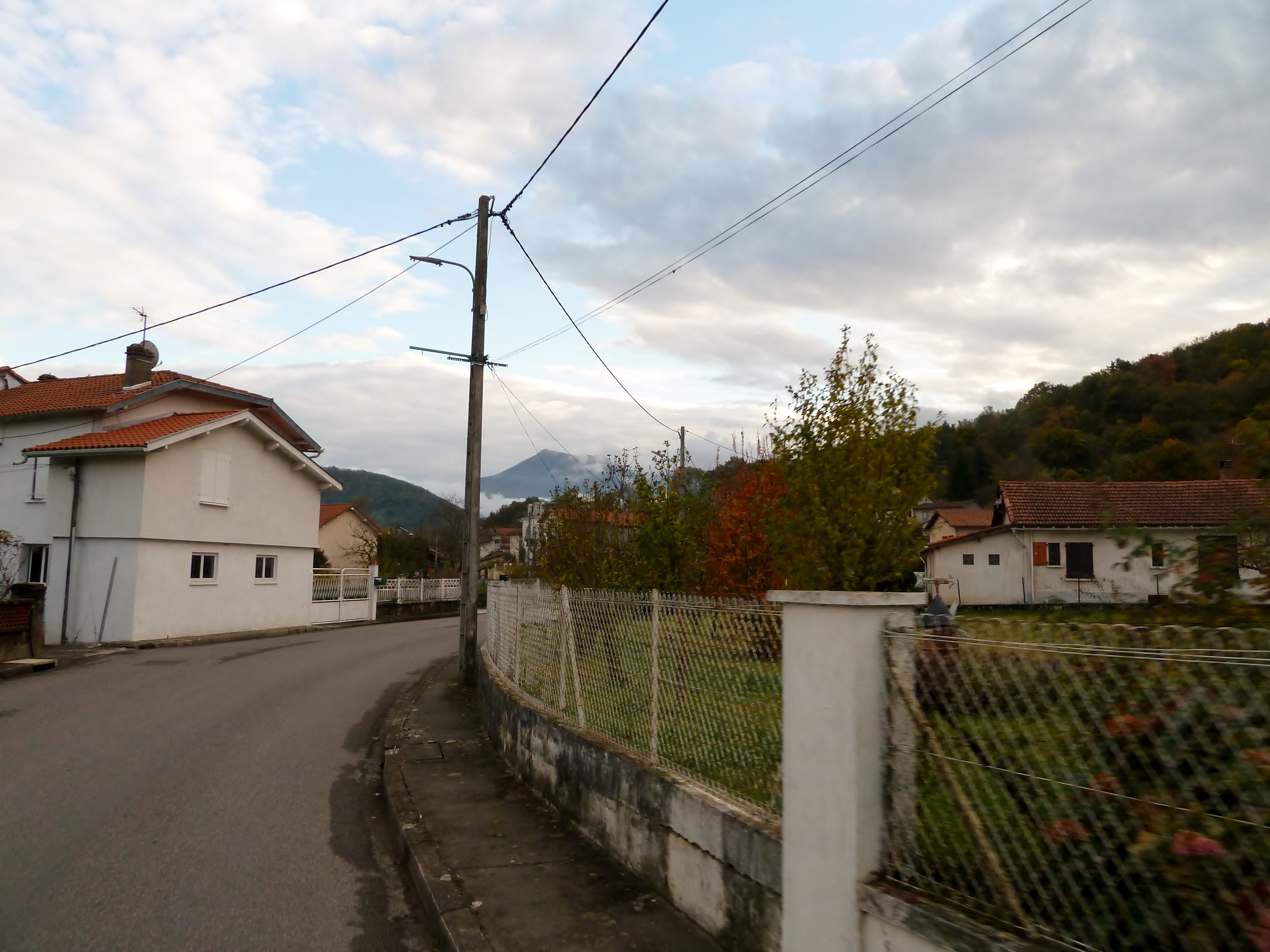
Vue d'Encausse-les-Thermes.
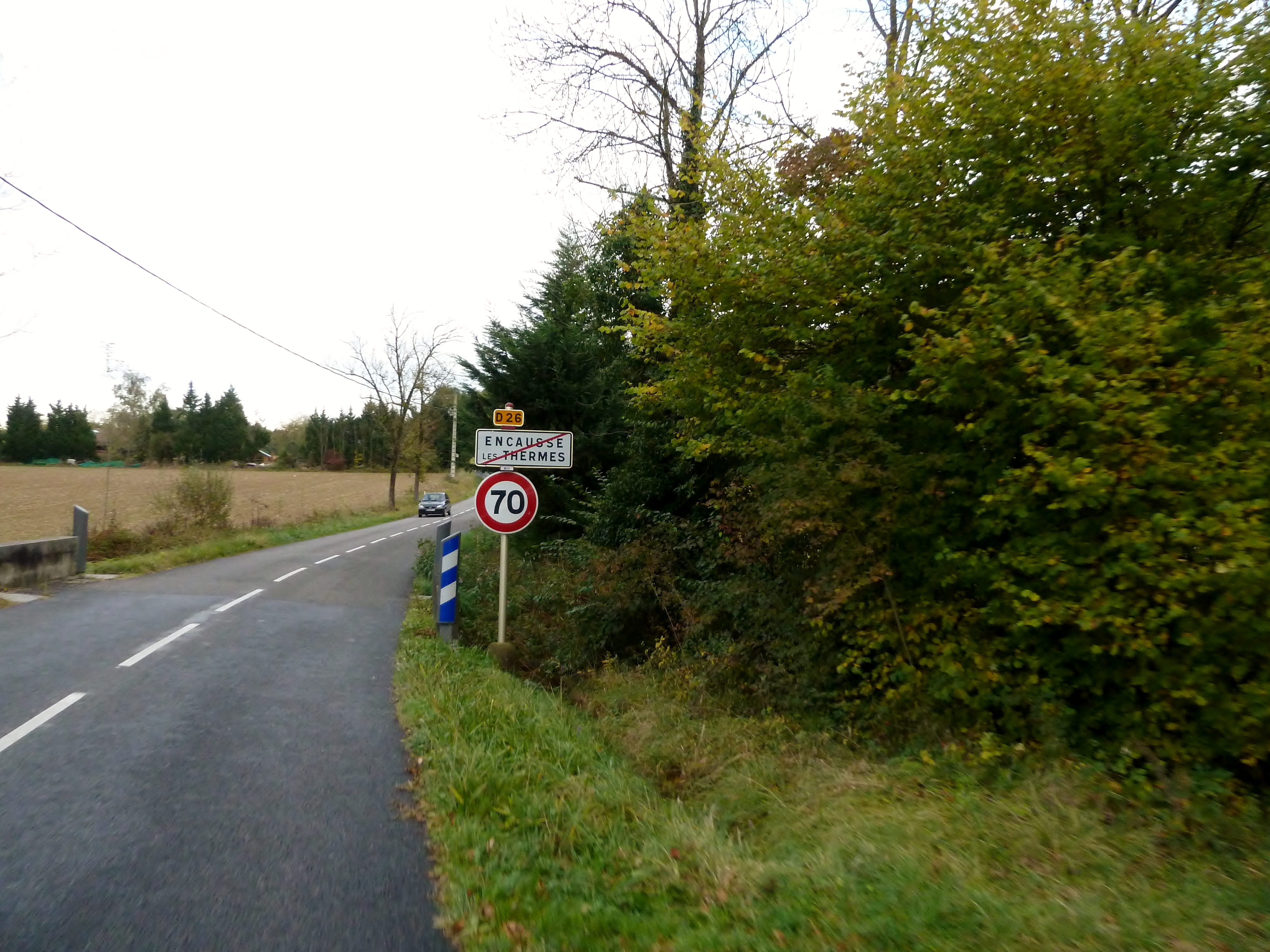
Sortie d'Encausse-les-Thermes.

### Risques majeurs
Le territoire de la commune d'Encausse-les-Thermes est vulnérable à différents aléas naturels : météorologiques (tempête, orage, neige, grand froid, canicule ou sécheresse), inondations, feux de forêts et séisme (sismicité modérée). Il est également exposé à un risque particulier : le risque de radon. Un site publié par le BRGM permet d'évaluer simplement et rapidement les risques d'un bien localisé soit par son adresse soit par le numéro de sa parcelle.

#### Risques naturels
Certaines parties du territoire communal sont susceptibles d’être affectées par le risque d’inondation par débordement de cours d'eau, notamment le Roussec. La commune a été reconnue en état de catastrophe naturelle au titre des dommages causés par les inondations et coulées de boue survenues en 1982, 1999, 2007 et 2009,.
Un plan départemental de protection des forêts contre les incendies a été approuvé par arrêté préfectoral du 25 septembre 2006. Encausse-les-Thermes est exposée au risque de feu de forêt du fait de la présence sur son territoire du massif des piémonts des Pyrénées. Il est ainsi défendu aux propriétaires de la commune et à leurs ayants droit de porter ou d’allumer du feu dans l'intérieur et à une distance de 200 mètres des bois, forêts, plantations, reboisements ainsi que des landes. L’écobuage est également interdit, ainsi que les feux de type méchouis et barbecues, à l’exception de ceux prévus dans des installations fixes (non situées sous couvert d'arbres) constituant une dépendance d'habitation,.

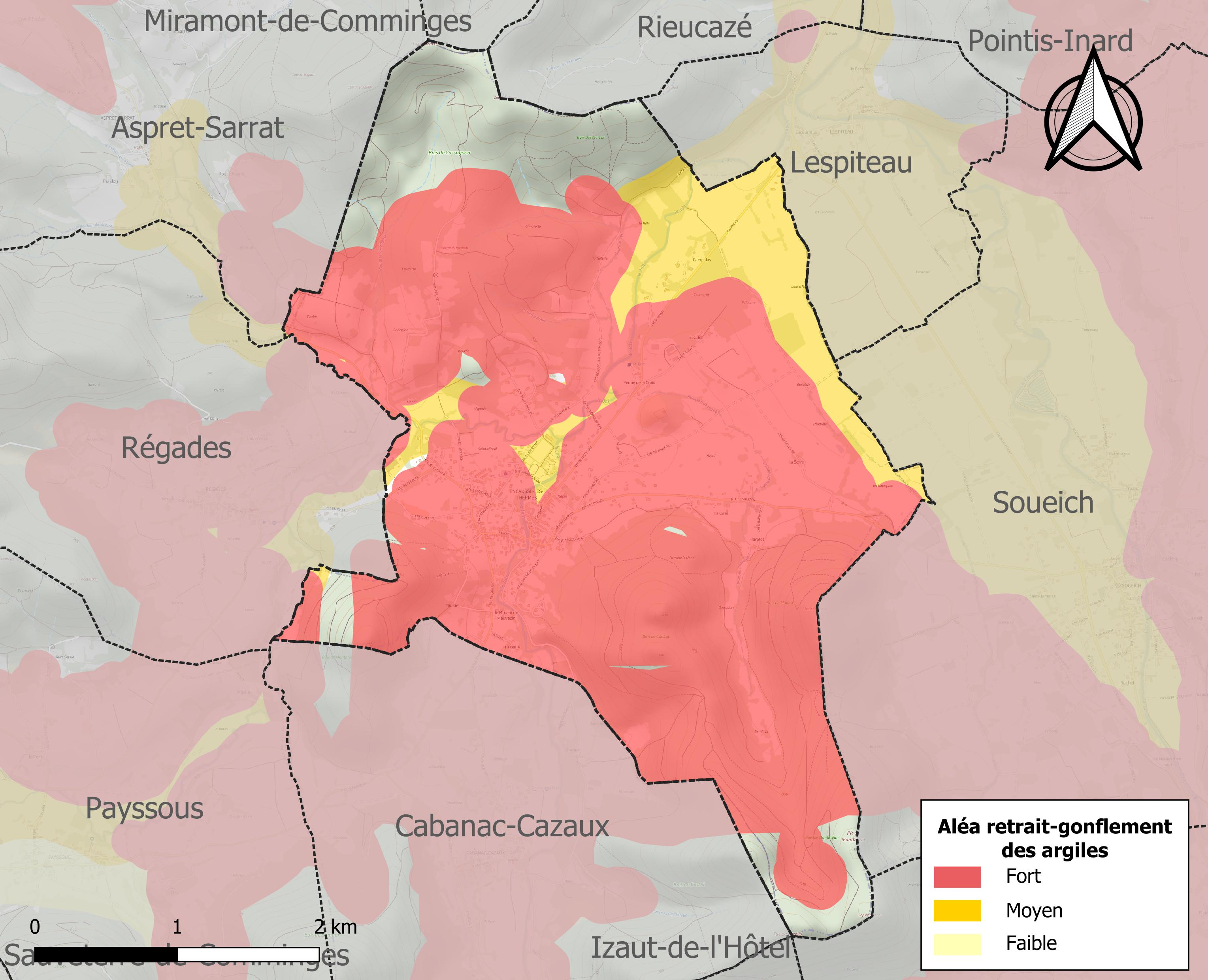
Carte des zones d'aléa retrait-gonflement des sols argileux d'Encausse-les-Thermes.

Le retrait-gonflement des sols argileux est susceptible d'engendrer des dommages importants aux bâtiments en cas d’alternance de périodes de sécheresse et de pluie. 86,7 % de la superficie communale est en aléa moyen ou fort (88,8 % au niveau départemental et 48,5 % au niveau national). Sur les 341 bâtiments dénombrés sur la commune en 2019, 340 sont en aléa moyen ou fort, soit 100 %, à comparer aux 98 % au niveau départemental et 54 % au niveau national. Une cartographie de l'exposition du territoire national au retrait gonflement des sols argileux est disponible sur le site du BRGM,.
Par ailleurs, afin de mieux appréhender le risque d’affaissement de terrain, l'inventaire national des cavités souterraines permet de localiser celles situées sur la commune.
Concernant les mouvements de terrains, la commune a été reconnue en état de catastrophe naturelle au titre des dommages causés par la sécheresse en 1989 et 2003 et par des mouvements de terrain en 1999.

#### Risque particulier
Dans plusieurs parties du territoire national, le radon, accumulé dans certains logements ou autres locaux, peut constituer une source significative d’exposition de la population aux rayonnements ionisants. Certaines communes du département sont concernées par le risque radon à un niveau plus ou moins élevé. Selon la classification de 2018, la commune d'Encausse-les-Thermes est classée en zone 2, à savoir zone à potentiel radon faible mais sur lesquelles des facteurs géologiques particuliers peuvent faciliter le transfert du radon vers les bâtiments.

## Toponymie
Encausse est comme son nom l'indique un village ou se trouvent des thermes.

## Histoire
- Si vous ne connaissez pas le sujet, laissez ce bandeau (vous pouvez alors contacter les auteurs).
- Si vous supprimez le contenu mis en cause (vous pouvez préalablement contacter les auteurs),

argumentez précisément cette suppression dans la page de discussion
(un manque de référence n'est pas un argument ; une recherche réelle de référence doit avoir été effectuée, être formellement documentée).
Encausse laisse une trace dans l'histoire car Marguerite de Valois, épouse d'Henri IV, y a fait un séjour en 1584[réf. nécessaire].
Jeanne d'Espagne, épouse d'Henri de Noailles, a eu connaissance des bienfaits des eaux d'Encausse. Elle décide de s'y rendre et demande à son médecin Loys Guyon de l'accompagner. Personne n'ayant jamais écrit sur les vertus des eaux d'Encausse, le docteur Guyon précise la manière dont doit être conduite une cure : boisson, bains, etc., comment il convient de se nourrir[source insuffisante].
Mazarin, premier ministre de Louis XIV, eut aussi recours aux eaux d'Encausse juste avant de mourir[réf. nécessaire].
Les thermes ont été exploités de 1921 à 1968 notamment en direction de patients venus des colonies.

## Politique et administration

### Administration municipale
Le nombre d'habitants au recensement de 2011 étant compris entre 500 et 1 499 habitants, le nombre de membres du conseil municipal pour l'élection de 2014 est de quinze,.

### Rattachements administratifs et électoraux
Commune faisant partie de la huitième circonscription de la Haute-Garonne, de la communauté de communes Cagire-Garonne-Salat et du canton de Bagnères-de-Luchon (avant le redécoupage départemental de 2014, Encausse-les-Thermes faisait partie de l'ex-canton d'Aspet).
Avant le 1er janvier 2017, elle faisait partie de la communauté de communes des Trois Vallées et du SIVOM de la région de Salies-du-Salat.

### Liste des maires
| Période                                  | Période       | Identité                 | Étiquette | Qualité |
| ---------------------------------------- | ------------- | ------------------------ | --------- | --- |
| Les données manquantes sont à compléter. |               |                          |           | |
|                                          | 13 nov. 1791  | Laurent Dufour           |           | |
| 14 nov. 1791                             | 17 juil. 1807 | Jean-Louis Mauvezin      |           | |
| 18 juil. 1807                            | 4 mai 1809    | Pierre Laffont           |           | |
| 5 mai 1809                               | 16 nov. 1821  | Jean-Louis Mauvezin      |           | |
| 17 nov. 1821                             | 18 sept. 1830 | Jean-François Doueil     |           | |
| 19 sept. 1830                            | 2 févr. 1835  | Bertrand Mauvezin        |           | |
| 3 févr. 1835                             | 27 nov. 1837  | Thomas Laffont           |           | |
| 28 nov. 1837                             | 5 déc. 1846   | Jean-François Doueil     |           | |
| 6 déc. 1846                              | 11 oct. 1876  | Jean-Pierre Laffont      |           | |
| 12 oct. 1876                             | 2 févr. 1881  | Bernard Lécussan         |           | |
| 3 févr. 1881                             | 7 déc. 1889   | Michel Tapie             |           | |
| 8 déc. 1889                              | 14 mai 1892   | Paul Dargut              |           | |
| 15 mai 1892                              | 16 mai 1896   | Benoît Labat             |           | |
| 17 mai 1896                              | 22 mai 1900   | Paul Dargut              |           | |
| 23 mai 1900                              | 26 oct. 1901  | Jean Larrieu             |           | |
| 27 oct. 1901                             | 22 nov. 1902  | Pierre Mauvezin          |           | |
| 23 nov. 1902                             | 28 avr. 1906  | Louis Mauvezin           |           | |
| 29 avr. 1906                             | 15 mai 1912   | Michel Sost              |           | |
| 16 mai 1912                              | 8 déc. 1941   | Joseph Labat             |           | |
| 9 déc. 1941                              | 8 avr. 1942   | Joseph Gramond           |           | |
| 9 avr. 1942                              | 6 nov. 1942   | Raymond Rivière          |           | |
| 7 nov. 1942                              | 27 sept. 1944 | Joseph Gramond           |           | |
| 28 sept. 1944                            | 18 mai 1945   | Raoul Ecuvillon          |           | |
| 19 mai 1945                              | 18 mars 1989  | Pierre Sost              |           | |
| 19 mars 1989                             | 16 mars 2008  | Jean-Louis Labat         | PS        | |
| 17 mars 2008                             | 4 mai 2018    | Joël Aviragnet           | PS        | Éducateur spécialisé Député suppléant de Carole Delga Député de juillet 2014 à juillet 2015 et depuis juin 2017 |
| 4 mai 2018                               | mai 2020      | Jean-Louis Pradère       | DVG       | Retraité |
| mai 2020                                 | En cours      | Marie-Laure Pellan-Déoux | SE        | Conservatrice de musée                                                                                          |

## Population et société

### Démographie
| 1793 | 1800 | 1806 | 1821 | 1831 | 1836 | 1841 | 1846 | 1851 |
| ---- | ---- | ---- | ---- | ---- | ---- | ---- | ---- | ---- |
| 499  | 477  | 479  | 577  | 636  | 674  | 652  | 643  | 654  |

| 1856 | 1861 | 1866 | 1872 | 1876 | 1881 | 1886 | 1891 | 1896 |
| ---- | ---- | ---- | ---- | ---- | ---- | ---- | ---- | ---- |
| 594  | 549  | 595  | 591  | 564  | 586  | 540  | 524  | 523  |

| 1901 | 1906 | 1911 | 1921 | 1926 | 1931 | 1936 | 1946 | 1954 |
| ---- | ---- | ---- | ---- | ---- | ---- | ---- | ---- | ---- |
| 531  | 536  | 520  | 508  | 520  | 535  | 534  | 536  | 435  |

| 1962 | 1968 | 1975 | 1982 | 1990 | 1999 | 2006 | 2008 | 2013 |
| ---- | ---- | ---- | ---- | ---- | ---- | ---- | ---- | ---- |
| 420  | 546  | 548  | 523  | 560  | 591  | 632  | 644  | 692  |

| 2018 | 2022 | - | - | - | - | - | - | - |
| ---- | ---- | - | - | - | - | - | - | - |
| 692  | 673  | - | - | - | - | - | - | - |

| selon la population municipale des années : | 1968 | 1975 | 1982 | 1990 | 1999 | 2006 | 2009 | 2013 |
| Rang de la commune dans le département      | 137  | 163  | 174  | 184  | 188  | 201  | 204  | 203  |
| Nombre de communes du département           | 592  | 582  | 586  | 588  | 588  | 588  | 589  | 589  |

### Enseignement
Encausse-les-Thermes fait partie de l'académie de Toulouse.
L'éducation est assurée par un regroupement pédagogique intercommunal avec la commune de Soueich pour la maternelle et le primaire.

### Culture et festivité
Théâtre de rue, foyer rural, école de musique, syndicat d'initiative

### Activités sportives
Football, tennis, pétanque, chasse, randonnée pédestre

## Économie

### Revenus
En 2018  (données Insee publiées en septembre 2021), la commune compte 309 ménages fiscaux, regroupant 668 personnes. La médiane du revenu disponible par unité de consommation est de 19 570 € (23 140 € dans le département).

### Emploi
|                | 2008  | 2013  | 2018   |
| -------------- | ----- | ----- | ------ |
| Commune        | 5,1 % | 9,5 % | 10,9 % |
| Département    | 7,7 % | 9,6 % | 9,3 %  |
| France entière | 8,3 % | 10 %  | 10 %   |

En 2018, la population âgée de 15 à 64 ans s'élève à 396 personnes, parmi lesquelles on compte 75 % d'actifs (64,1 % ayant un emploi et 10,9 % de chômeurs) et 25 % d'inactifs,. En  2018, le taux de chômage communal (au sens du recensement) des 15-64 ans est supérieur à celui du département et de la France, alors qu'en 2008 la situation était inverse.
La commune fait partie de la couronne de l'aire d'attraction de Saint-Gaudens, du fait qu'au moins 15 % des actifs travaillent dans le pôle,. Elle compte 113 emplois en 2018, contre 115 en 2013 et 87 en 2008. Le nombre d'actifs ayant un emploi résidant dans la commune est de 267, soit un indicateur de concentration d'emploi de 42,2 % et un taux d'activité parmi les 15 ans ou plus de 54,7 %.
Sur ces 267 actifs de 15 ans ou plus ayant un emploi, 45 travaillent dans la commune, soit 17 % des habitants. Pour se rendre au travail, 89,9 % des habitants utilisent un véhicule personnel ou de fonction à quatre roues, 2,6 % les transports en commun, 5,1 % s'y rendent en deux-roues, à vélo ou à pied et 2,2 % n'ont pas besoin de transport (travail au domicile).

### Activités hors agriculture
48 établissements sont implantés  à Encausse-les-Thermes au 31 décembre 2019. Le tableau ci-dessous en détaille le nombre par secteur d'activité et compare les ratios avec ceux du département,.
| Secteur d'activité                                                                                        | Commune | Commune | Département |
| Secteur d'activité                                                                                        | Nombre  | %       | %           |
| --- | ------- | ------- | ----------- |
| Ensemble                                                                                                  | 48      |         |             |
| Industrie manufacturière, industries extractives et autres                                                | 7       | 14,6 %  | (5,7 %)     |
| Construction                                                                                              | 13      | 27,1 %  | (12 %)      |
| Commerce de gros et de détail, transports, hébergement et restauration                                    | 12      | 25 %    | (25,9 %)    |
| Information et communication                                                                              | 1       | 2,1 %   | (4,1 %)     |
| Activités immobilières                                                                                    | 1       | 2,1 %   | (4,2 %)     |
| Activités spécialisées, scientifiques et techniques et activités de services administratifs et de soutien | 5       | 10,4 %  | (19,8 %)    |
| Administration publique, enseignement, santé humaine et action sociale                                    | 7       | 14,6 %  | (16,6 %)    |
| Autres activités de services                                                                              | 2       | 4,2 %   | (7,9 %)     |

Le secteur de la construction est prépondérant sur la commune puisqu'il représente 27,1 % du nombre total d'établissements de la commune (13 sur les 48 entreprises implantées  à Encausse-les-Thermes), contre 12 % au niveau départemental.

### Agriculture
|               | 1988 | 2000 | 2010 | 2020 |
| ------------- | ---- | ---- | ---- | ---- |
| Exploitations | 16   | 4    | 3    | 2    |
| SAU (ha)      | 248  | 153  | 145  | 183  |

La commune est dans les « Pyrénées centrales », une petite région agricole occupant le sud du département de la Haute-Garonne, massif montagneux où s’étagent les vallées profondes, la forêt et les zones intermédiaires, les estives. En 2020, l'orientation technico-économique de l'agriculture  sur la commune est l'élevage bovin, orientation mixte lait et viande. Deux exploitations agricoles ayant leur siège dans la commune sont dénombrées lors du recensement agricole de 2020 (16 en 1988). La superficie agricole utilisée est de 183 ha,,.

## Culture locale et patrimoine

### Lieux et monuments
- Établissement thermal d'Encausse-les-Thermes (inscrit au patrimoine du XXe siècle depuis 2005[47]), anciens thermes, accueillant depuis juin 2011 le centre national des arts de la rue et de l'espace public des Pronomade(s)
- L'église Notre-Dame de l’Assomption
- Statue de Sainte-Germaine.
- Monument aux morts
- Abreuvoir
- Fontaine en pierre
- Ponts sur le Job
- Mairie
- Agence postale communale
- École primaire
- Stade municipal François-Larrieu
- Boulangerie, le fournil des filles

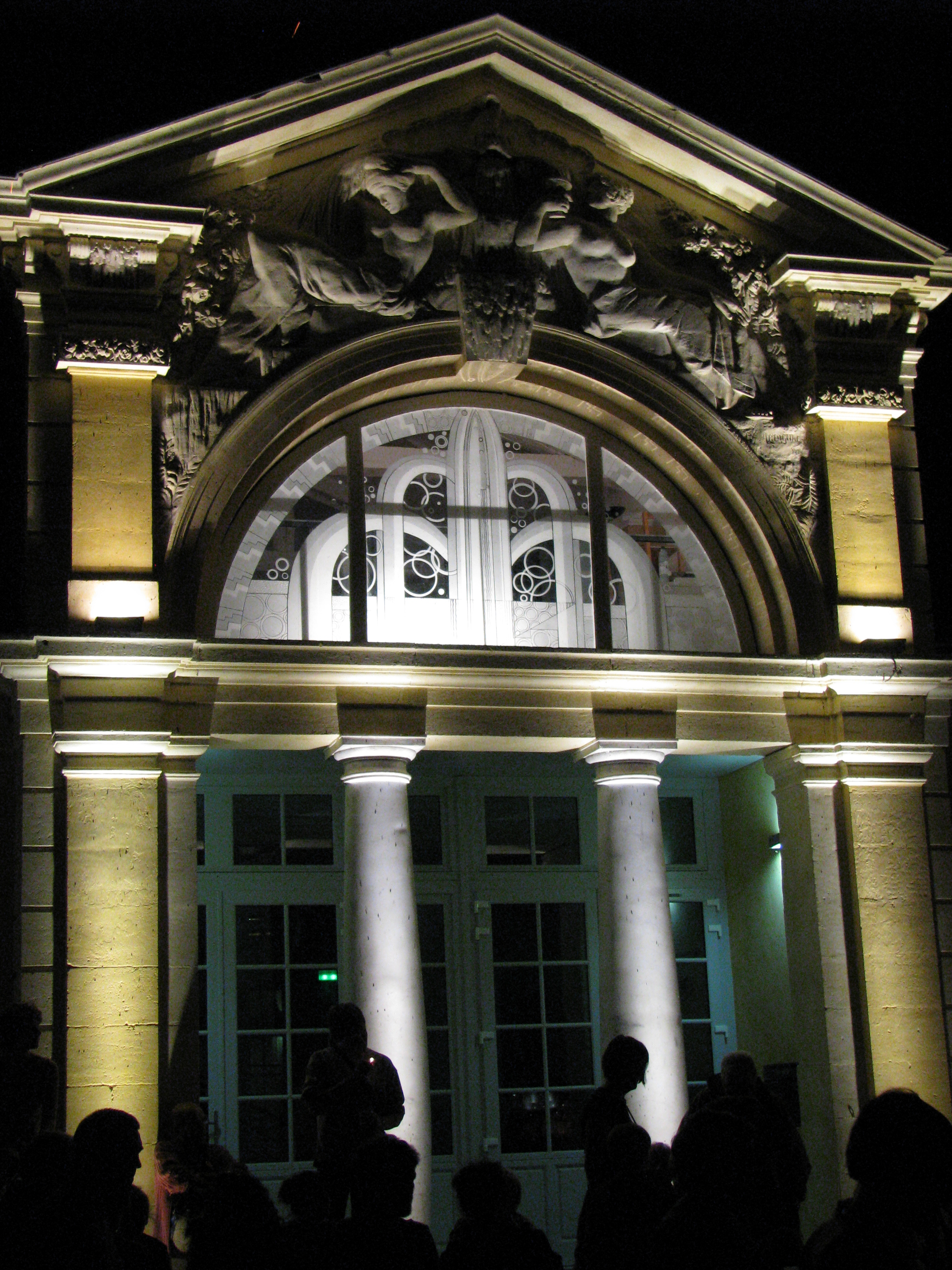
Entrée des anciens thermes, aujourd'hui Pronomade(s), en 2011.
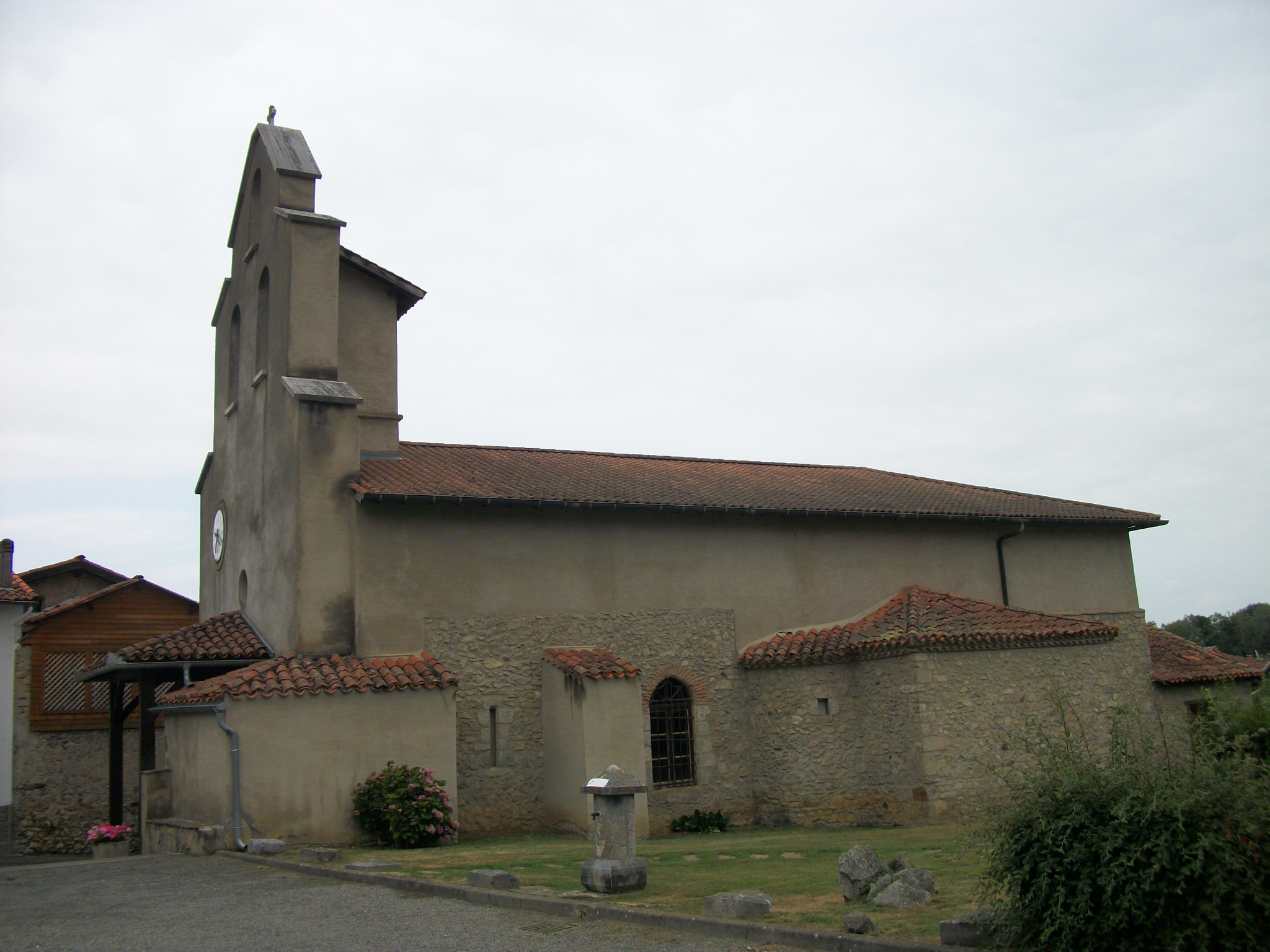
L'église Notre-Dame de l’Assomption.
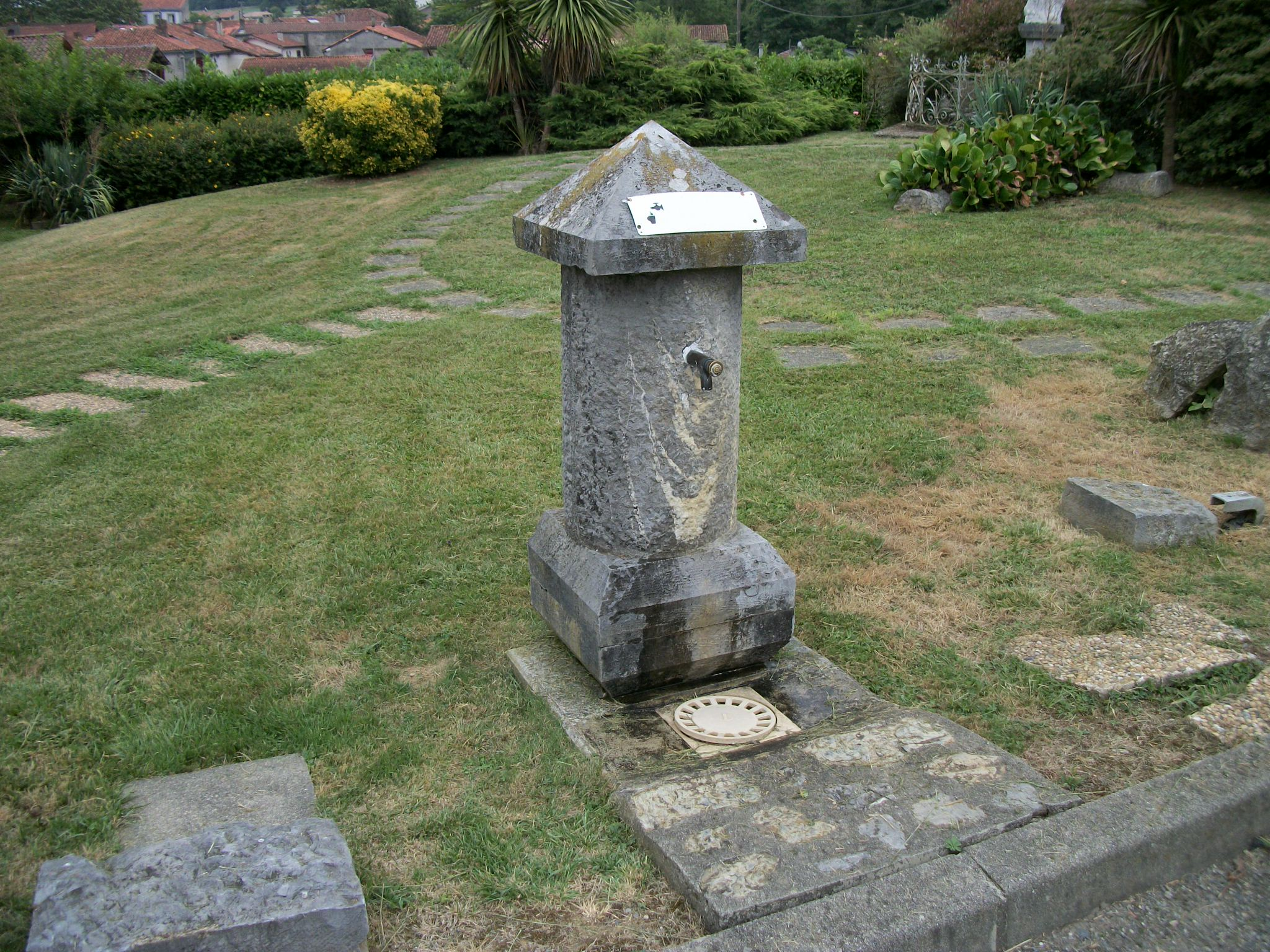
Fontaine d'eau potable sculptée en pierre.
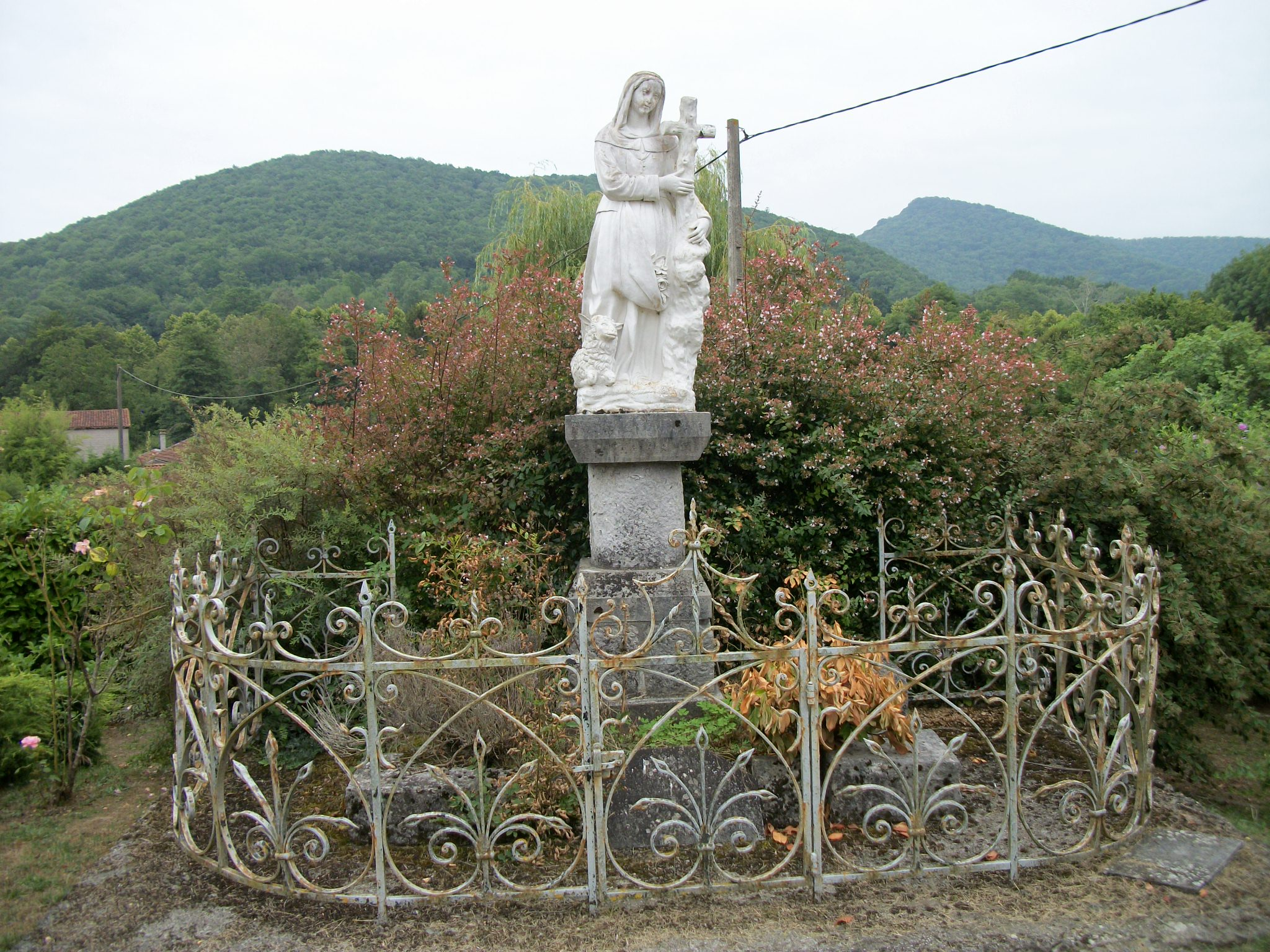
Statue de Sainte-Germaine.
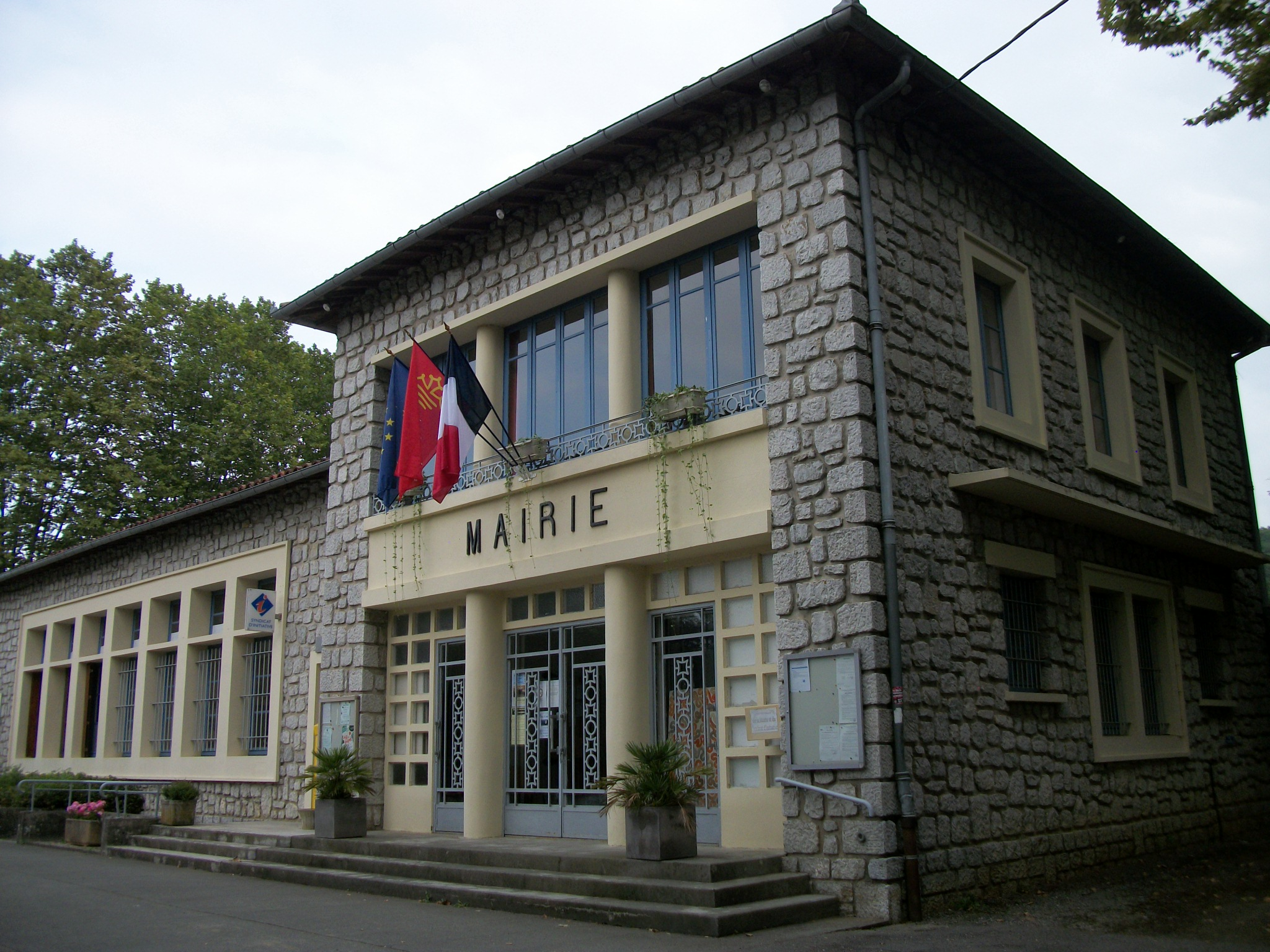
La mairie.
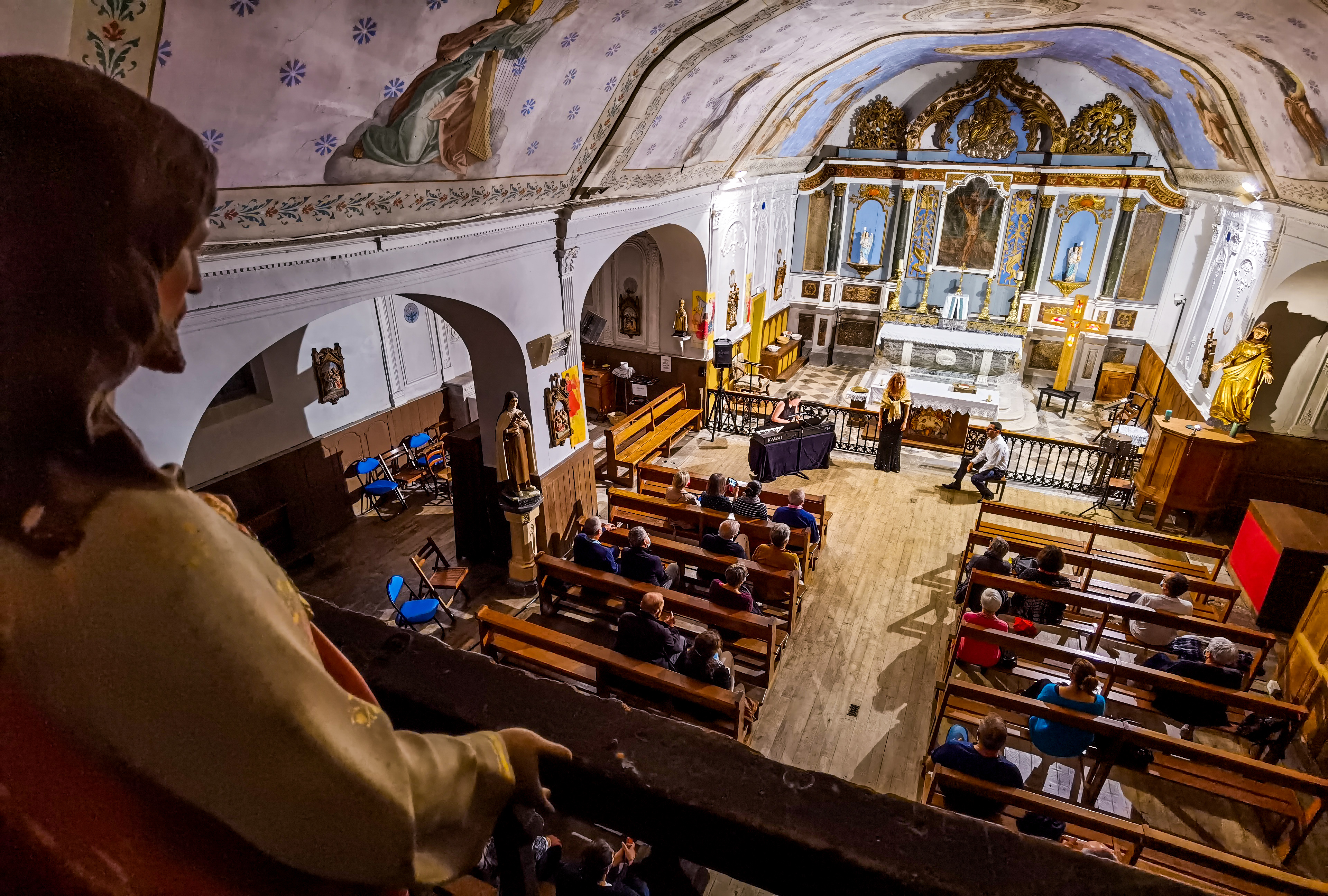
Église d'Encausse-les-Thermes durant un concert lyrique en 2021.
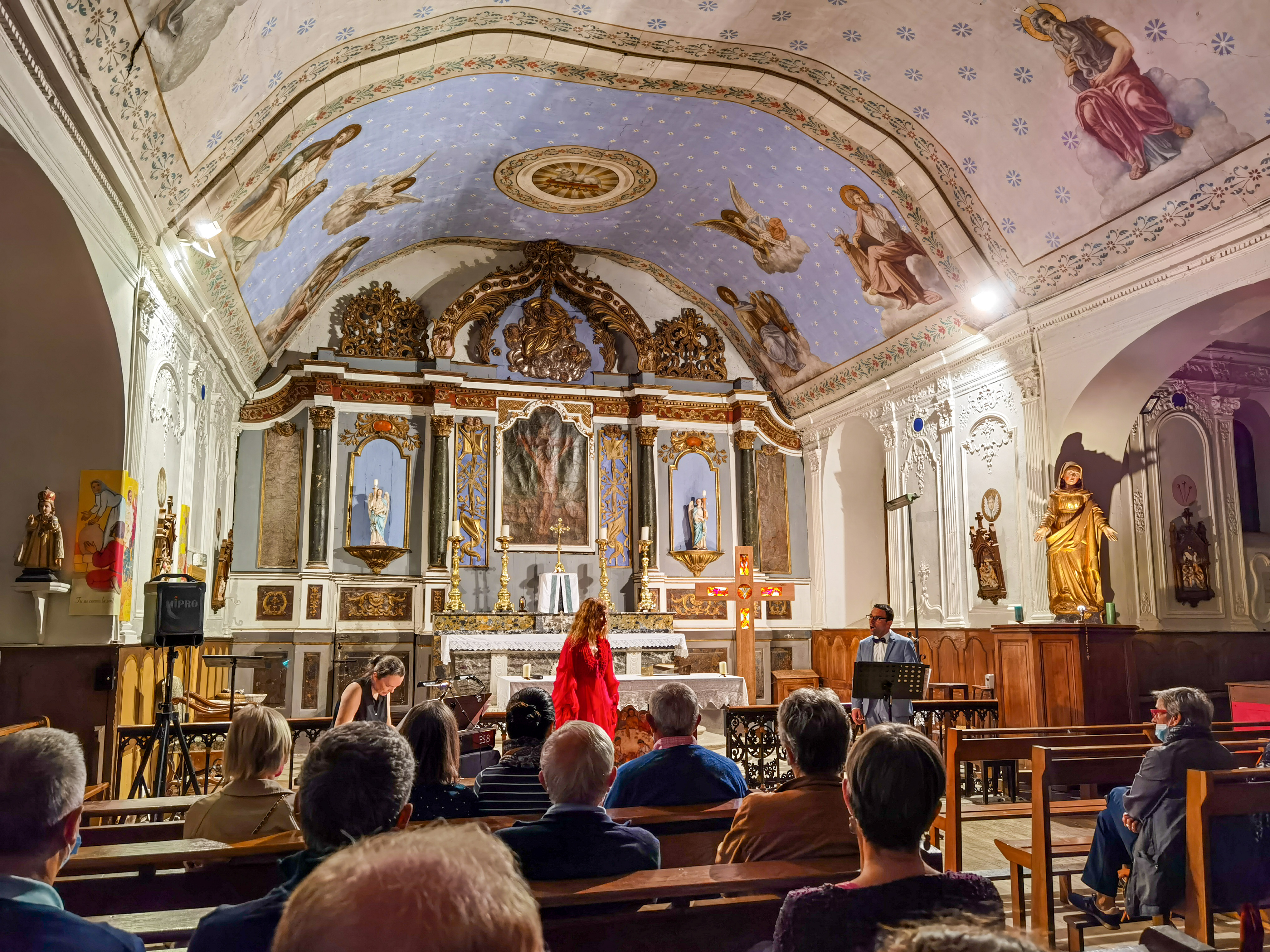
Intérieur de l'Église d'Encausse-les-Thermes.

### Personnalités liées à la commune
- Nicolas Greschny.
- Marguerite de Valois, épouse d'Henri IV.
- Mazarin, premier ministre de Louis XIV.
- Louis Guyon, médecin.
- René Bergès-Cau
- Benjamin Jekhowsky
- Joël Aviragnet, maire de la commune puis député